# Third Lake
Third Lake és una vila dels Estats Units a l'estat d'Illinois. Segons el cens del 2000 tenia 1.355 habitants.

## Demografia
Segons el cens del 2000, Third Lake tenia 1.355 habitants, 428 habitatges, i 369 famílies. La densitat de població era de 951,2 habitants/km².
Dels 428 habitatges en un 50,5% hi vivien nens de menys de 18 anys, en un 81,5% hi vivien parelles casades, en un 4% dones solteres, i en un 13,6% no eren unitats familiars. En el 9,3% dels habitatges hi vivien persones soles el 2,3% de les quals corresponia a persones de 65 anys o més que vivien soles. El nombre mitjà de persones vivint en cada habitatge era de 3,14 i el nombre mitjà de persones que vivien en cada família era de 3,39.
Per edats la població es repartia de la següent manera: un 31,7% tenia menys de 18 anys, un 6,6% entre 18 i 24, un 30,1% entre 25 i 44, un 27,5% de 45 a 60 i un 4,1% 65 anys o més.
L'edat mediana era de 37 anys. Per cada 100 dones de 18 o més anys hi havia 100,4 homes.
La renda mediana per habitatge era de 96.719 $ i la renda mediana per família de 101.850 $. Els homes tenien una renda mediana de 68.068 $ mentre que les dones 47.500 $. La renda per capita de la població era de 34.921 $. Aproximadament l'1,4% de les famílies i el 2,7% de la població estaven per davall del llindar de pobresa.

## Poblacions més properes
El següent diagrama mostra les poblacions més properes.